# Norteado
Norteado es una película mexicana estrenada en 2009, dirigida por Rigoberto Perezcano y producida por Edgar San Juan.

## Elenco
- Harold Torres - Andrés
- Sonia Couoh - Cata
- Alicia Laguna - Ela
- Luis Cárdenas - Asensio
- Adolfo Madera - Oficial de Inmigración

## Datos
- Dirección: Rigoberto Perezcano
- Guion: Edgar San Juan y Rigoberto Perezcano
- Producción: Edgar San Juan
- Producción Ejecutiva: McCormick de México
- Dirección de Fotografía: Alejandro Cantú
- Montaje: Miguel Schverfinger
- Sonido Directo: Pablo Támez
- Edición de Sonido: Ruy García
- Dirección de Arte: Ivonne Fuentes

- Productoras: Tiburón Filmes, Foprocine, Imcine, Mccormick de México, IDN

(México), Mediapro (España).
- Con el apoyo de: Festival de Cine de San Sebastián, Cine en Construcción, TVE,

Casa de América, Secretaría de Turismo de Oaxaca, Molinare Madrid, No
Problem, Exa, Technicolor, Kodak, Titrafilm
- Año de producción: 2009
- Localizaciones: Oaxaca, Mexicali, Tijuana (México)
- Duración: 94’
- Formato de proyección: 1:1,85
- Sonido: Dolby Digital
- Bobinas: 5
- Metros: 2.579

## Premios y nominaciones

### Premios Ariel, México[1]
| Año  | Resultado | Premio       | Categoría/Destinatario(s)                                               |
| ---- | --------- | ------------ | ----------------------------------------------------------------------- |
| 2010 | Ganador   | Silver Ariel | Mejor Edición Miguel Schverdfinger                                      |
| 2010 | Nominado  | Golden Ariel | (Tiburón Filmes)                                                        |
| 2010 | Nominado  | Silver Ariel | Mejor Actuación Masculina Harold Torres                                 |
| 2010 | Nominado  | Silver Ariel | Mejor Diseño de Arte Ivonne Fuentes                                     |
| 2010 | Nominado  | Silver Ariel | Mejor Fotografía Alejandro Cantú                                        |
| 2010 | Nominado  | Silver Ariel | Mejor Ópera Prima Ficción Rigoberto Pérezcano                           |
| 2010 | Nominado  | Silver Ariel | Mejor Maquillaje Mari Paz Robles                                        |
| 2010 | Nominado  | Silver Ariel | Mejor Guion Cinematográfico Original Rigoberto Pérezcano Edgar San Juan |
| 2010 | Nominado  | Silver Ariel | Mejor Sonido Pablo Tamez Sierra Ruy García                              |
| 2010 | Nominado  | Silver Ariel | Mejor Coactuación Femenina Sonia Couoh                                  |

### Otros premios
- Ganador del Ángel Latino - Premio del Jurado en el Festival de Cine Latinoamericano de Utrecht en 2010.
- Premio a mejor actriz Black Pearl Award for best actress . MiddleEast International Festival 09 - Alicia Laguna y Sonia Couoh